# 최하종
최하종(崔夏鍾, 1927년 3월 21일 ~ )은 대한민국의 비전향 장기수이다.

## 생애
함경북도 학성군에서 태어난 최하종은 일제강점기 말에 신징에서 신경제일중학교를 졸업했다. 최하종의 작은 아버지는 만주군 장교인 최주종이었다. 태평양 전쟁이 끝나는 시점에는 하얼빈에 소재한 하얼빈 공업대학 1학년에 재학 중이었다.
전쟁이 끝나자 고향으로 돌아가 북조선민주청년동맹에 가입하여 활동하였고 김책공업종합대학에 입학하여 1956년에는 이 대학 금속공학과를 졸업하였다. 학업 도중에 한국 전쟁이 발발하여 조선인민군 보병 연대에서 복무하면서 졸업이 늦어졌다.
학교 졸업 후 1957년부터 조선민주주의인민공화국 국가계획위원회 무역계획국에서 근무하다가, 1961년에 대한민국에서 5·16 군사정변이 일어났을 때 공작원으로 남파되었다. 대한민국 육군 소장이었던 숙부 최주종이 군사정변에 주도 세력으로 참가하여 국가재건최고회의 최고위원이 되었기 때문이다. 그러나 서울에 도착한 다음날 숙부의 신고로 체포되었다.
무기징역형을 선고받고 오랜 복역 생활을 하다가 1998년에 석방되었다. 수감 중 전향하라는 압력이 있었으나 전향하지 않고 비전향 장기수가 되었다. 총 수감 기간은 약 36년이다.
2000년 6·15 남북 공동선언에 의거해 조선민주주의인민공화국으로 송환된 뒤 조국통일상을 받았다. 최하종은 서예가로 활동하고 있으며, 조선작가동맹은 최하종의 삶을 소재로 장편소설 《소원》을 펴냈다.

## 참고자료
- 한국정신문화연구원 한민족문화연구소 (2001년 6월 1일). 〈제6부 최하종〉. 《내가 겪은 해방과 분단》. 서울: 선인. ISBN 89-89205-15-8.